# Retrato da família Bellelli
O Retrato da Família Bellelli é uma pintura a óleo sobre tela de Edgar Degas, executada entre 1858 e 1867, actualmente em exposição no Museu de Orsay, em Paris. Considerada uma das obras-primas da juventude de Degas, consiste num retrato da sua tia, do marido e das duas filhas dela.